# Towan Head
Towan Head är en udde i Storbritannien.   Den ligger i grevskapet Cornwall och riksdelen England, i den södra delen av landet, 400 km väster om huvudstaden London.
Terrängen inåt land är platt. Havet är nära Towan Head åt nordväst. Runt Towan Head är det ganska tätbefolkat, med 192 invånare per kvadratkilometer. Närmaste större samhälle är Newquay, 1,4 km öster om Towan Head. Trakten runt Towan Head består till största delen av jordbruksmark.